# Breznica (Stropkov)
Breznica es un municipio del distrito de Stropkov en la región de Prešov, Eslovaquia, con una población estimada a final del año 2024 de 849 habitantes.
Se encuentra ubicado al noreste de la región, cerca del río Ondava (cuenca hidrográfica del río Tisza) y de la frontera con  Polonia.

## Demografía
| Año        | 1994 | 2004     | 2014     | 2024    |
| ---------- | ---- | -------- | -------- | ------- |
| Población  | 645  | 725      | 813      | 849     |
| Diferencia |      | +12,40 % | +12,13 % | +4,42 % |

| Año        | 2023 | 2024    |
| ---------- | ---- | ------- |
| Población  | 848  | 849     |
| Diferencia |      | +0,11 % |